# 蒂納基約

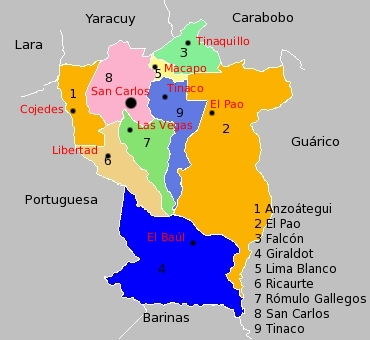

蒂納基約是委內瑞拉的城鎮，由科赫德斯州負責管轄，位於該國西北部，距離首府聖卡洛斯53公里，始建於1760年4月25日，海拔高度420米，主要經濟活動有農業和畜牧業，2011年人口約108,000。
9°55′N 68°18′W / 9.917°N 68.300°W